# 笠木村
笠木村（かさぎむら）は、かつて岐阜県安八郡にあった村である。
現在の大垣市の一部（笠木町など）に該当する。

## 歴史
- 1889年（明治22年）7月1日 - 町村制により、笠木村発足。
- 1897年（明治30年）4月1日 - 木戸村、河間村 、笠縫村、池尻村、南一色村、興福地村と合併し、北杭瀬村となる。同日笠木村廃止。